# Pannota
Pannota McCafferty & Edmunds, 1979 è un sottordine di insetti dell'ordine Ephemeroptera di cui si conoscono circa 600 specie. 

## Biologia
La dieta delle larve si basa su piante acquatiche che ricoprono i sassi e su detriti organici; alcune però si cibano di larve di insetti acquatici.

## Tassonomia
Il sottordine comprende 13 famiglie in due superfamiglie:
- Superfamiglia Caenoidea Spieth
  - Neoephemeridae Needham, Traver and Hsu
  - Caenidae Klapálek

- Superfamiglia Ephemerelloidea Demoulin
  - Philolimniidae Jacobus and McCafferty
  - Vietnamellidae Allen
  - Austremerellidae McCafferty and Wang
  - Ephemerellidae Klapálek
  - Teloganodidae Allen
  - Melanemerellidae Demoulin
  - Ephemerythidae Gillies
  - Machadorythidae Edmunds, Allen and Peters
  - Leptohyphidae Edmunds and Traver
  - Tricorythidae Lestage
  - Dicercomyzidae Edmunds and Traver